# Fluid druid
Fluid druid is het tweede en laatste studioalbum van de Britse band Druid.
De zaken leken voorspoedig te gaan. Druid kon voor zijn tweede album gebruik maken van de Advision Studios in Londen. De bandleden traden zelf op als muziekproducent met assistentie van geluidstechnicus Paul Hardiman (bijnaam Rockette). Via McCrorie-Shand kon Druid gebruik maken van het koor van de Royal College of Music (hij had er gestudeerd). Het te horen pijporgel is opgenomen in de Royal Albert Hall.

## Musici
- Dane (Stevens) – gitaren, zang
- Neil Brewer – basgitaar
- Andrew McCrorie-Shand – toetsinstrumenten
- Cedric Sharpley – drumstel, percussie

## Muziek
| Nr. | Titel                            | Duur |
| --- | -------------------------------- | ---- |
| 1.  | Razor truth (Dane, Brewer)       | 5:41 |
| 2.  | Painter clouds (Dane, Brewer)    | 4:59 |
| 3.  | FM 145 (McCrorie-Shand)          | 2:10 |
| 4.  | Crusade (McCrorie-Shand, Brewer) | 7:52 |

| Nr. | Titel                                       | Duur |
| --- | ------------------------------------------- | ---- |
| 1.  | Nothing but morning (Dane, Brewer)          | 4:10 |
| 2.  | Barnaby (Dane)                              | 3:13 |
| 3.  | Kestrel (McCrorie-Shand)                    | 3:37 |
| 4.  | Left to find (McCrorie-Shand, Dane, Brewer) | 7:18 |
| 5.  | The fisherman’s friend (McCrorie-Shand)     | 0:45 |

Barnaby heeft een reggaeachtige lijn.

## Nasleep
De ontvangst was magerder dan die van het debuutalbum Toward the sun. Ze hadden niet alleen de producer van naam Bob Harris ingewisseld, ook de invloeden van Yes waren minder. Het leidde (terugkijkend) tot net zo afwisselende kritieken als het debuutalbum.
Ook dit album werd geen commercieel succes, mede doordat EMI zijn prioriteiten had verlegd richting de punk. Druid kon nog wel op tournee om het album te promoten en bezocht in dat kader Groningen. Er kwam ook een promotiesingle met Barnaby, Kestrel en Nothing but morning; het was tevergeefs. De ontwikkeling van de punk onder aanvoering van The Sex Pistols verschoof Druid verder naar de achtergrond. Een derde album van Druid werd wel voorbereid maar kwam er nooit. 
In 1995 werd het samen met Toward the sun heruitgebracht door BGO Records. Voor de Japanse markt verscheen in 2003 een aparte persing